# Llista de llacs per àrea
Aquesta és una llista de llacs classificats per àrea. Aquesta llista no inclou embassaments, llacunes ni llacs estacionals
La superfície d'alguns llacs pot variar considerablement al llarg del temps, ja sigui estacional o d'un any a un altre, especialment per als llacs salats en climes àrids.
S'inclouen els 46 llacs amb més de 3.000 km²
| #  | Nom              | Països amb litoral                                   | Àrea (km²) | Perímetre (km) | Màxima profunditat (m) | Volum (km3) | Notes                                                       |
| -- | ---------------- | ---------------------------------------------------- | ---------- | -------------- | ---------------------- | ----------- | ----------------------------------------------------------- |
| 1  | Caspi            | Azerbaidjan, Iran, Kazakhstan, Rússia i Turkmenistan | 371.000    | 1.199          | 1.025                  | 78.200      | El més gran del món                                         |
| 2  | Superior         | Canadà i Estats Units                                | 82.100     | 616            | 406                    | 12.100      | El més gran d'Amèrica i d'aigua dolça                       |
| 3  | Victòria         | Kenya, Tanzània i Uganda                             | 68.870     | 322            | 84                     | 2.750       | El més gran d'Àfrica                                        |
| 4  | Huron            | Canadà i Estats Units                                | 59.600     | 332            | 229                    | 3.540       | Conté l'illa Manitoulin, la més gran del món dins d'un llac |
| 5  | Michigan         | Estats Units                                         | 58.000     | 494            | 281                    | 4.900       | El més gran dins d'un Estat                                 |
| 6  | Tanganyika       | Burundi, R.D.Congo, Tanzània i Zàmbia                | 32.600     | 676            | 1.470                  | 18.900      | El de major perímetre del món                               |
| 7  | Baikal           | Rússia                                               | 31.500     | 636            | 1.637                  | 23.600      | El més profund del món                                      |
| 8  | Gran de l'Ós     | Canadà                                               | 31.000     | 373            | 446                    | 2.236       | El més gran parcialment dins del cercle polar àrtic         |
| 9  | Malawi           | Malawi, Moçambic i Tanzània                          | 29.500     | 579            | 706                    | 8.400       | El que més espècies de peixos té                            |
| 10 | Gran de l'Esclau | Canadà                                               | 27.000     | 480            | 614                    | 1.560       | El més profund d'Amèrica                                    |
| 11 | Erie             | Canadà i Estats Units                                | 25.700     | 388            | 64                     | 489         |                                                             |
| 12 | Winnipeg         | Canadà                                               | 24.514     | 425            | 36                     | 283         |                                                             |
| 13 | Ontario          | Canadà i Estats Units                                | 18.960     | 311            | 244                    | 1.639       |                                                             |
| 14 | Làdoga           | Rússia                                               | 18.130     | 219            | 230                    | 908         | El més gran d'Europa                                        |
| 15 | Balkhaix         | Kazakhstan                                           | 16.400     | 605            | 23                     | 106         |                                                             |
| 16 | Bangweulu        | Zàmbia                                               | 15.100     | 75             | 10                     | -           |                                                             |
| 17 | Vostok           | Antàrtida                                            | 12.500     | 250            | 900-1.000              | 5.400       | El més gran de l'Antàrtida                                  |
| 18 | Onega            | Rússia                                               | 9.700      | 245            | 127                    | 285         |                                                             |
| 19 | Titicaca         | Bolívia i Perú                                       | 8.372      | 177            | 281                    | 893         | El més gran de sud-Amèrica i el navegable més alt           |
| 20 | Nicaragua        | Nicaragua                                            | 8.264      | 177            | 26                     | 108         | El més gran d'Amèrica Central                               |
| 21 | Athabasca        | Canadà                                               | 7.850      | 335            | 243                    | 204         |                                                             |
| 22 | Turkana          | Etiòpia i Kenya                                      | 6.405      | 248            | 109                    | 204         | El desert permanent més gran del món i l'alcalí més gran    |
| 23 | Reindeer         | Canadà                                               | 6.330      | 245            | 337                    | 95          |                                                             |
| 24 | Issyk-Kul        | Kirguizstan                                          | 6.200      | 182            | 668                    | 1.738       |                                                             |
| 25 | Urmia            | Iran                                                 | 6.001      | 130            | 16                     | -           |                                                             |
| 26 | Vänern           | Suècia                                               | 5.545      | 140            | 106                    | 153         | El més gran de la Unió Europea                              |
| 27 | Winnipegosis     | Canadà                                               | 5.403      | 245            | 18                     | -           |                                                             |
| 28 | Albert           | R.D.Congo i Uganda                                   | 5.299      | 161            | 58                     | 280         |                                                             |
| 29 | Mweru            | R.D.Congo i Zàmbia                                   | 5.120      | 131            | 27                     | 38          |                                                             |
| 30 | Nettilling       | Canadà                                               | 5.066      | 113            | 132                    | -           | El més gran dins d'una illa (Baffin)                        |
| 31 | Nipigon          | Canadà                                               | 4.843      | 116            | 165                    | 248         |                                                             |
| 32 | Manitoba         | Canadà                                               | 4.706      | 225            | 7                      | 14          |                                                             |
| 33 | Taymyr           | Rússia                                               | 4.560      | 250            | 26                     | 13          | El més gran totalment dins del cercle polar àrtic           |
| 34 | Qinghai          | Xina                                                 | 4.489      | -              | 33                     | -           |                                                             |
| 35 | Saimaa           | Finlàndia                                            | 4.400      | -              | 82                     | 36          |                                                             |
| 36 | Woods            | Canadà i Estats Units                                | 4.350      | 110            | 64                     | 19          |                                                             |
| 37 | Khanka           | Rússia i Xina                                        | 4.190      | 90             | 11                     | 18          |                                                             |
| 38 | Sarygamysh       | Turkmenistan i Uzbekistan                            | 3.955      | 125            | 40                     | 69          |                                                             |
| 39 | Dubawnt          | Canadà                                               | 3.833      | -              | -                      | -           |                                                             |
| 40 | Van              | Turquia                                              | 3.755      | 119            | 451                    | 607         |                                                             |
| 41 | Peipus           | Estònia i Rússia                                     | 3.555      | -              | 15                     | 25          |                                                             |
| 42 | Uvs              | Mongòlia                                             | 3.350      | 84             | 22                     | -           |                                                             |
| 43 | Poyang           | Xina                                                 | 3.210      | 170            | 25                     | 25          |                                                             |
| 44 | Tana             | Etiòpia                                              | 3.200      | 84             | 15                     | -           |                                                             |
| 45 | Amadjuak         | Canadà                                               | 3.115      | -              | -                      | -           |                                                             |
| 46 | Melville         | Canadà                                               | 3.069      |                |                        |             |                                                             |